# Hans-Joachim Vatter

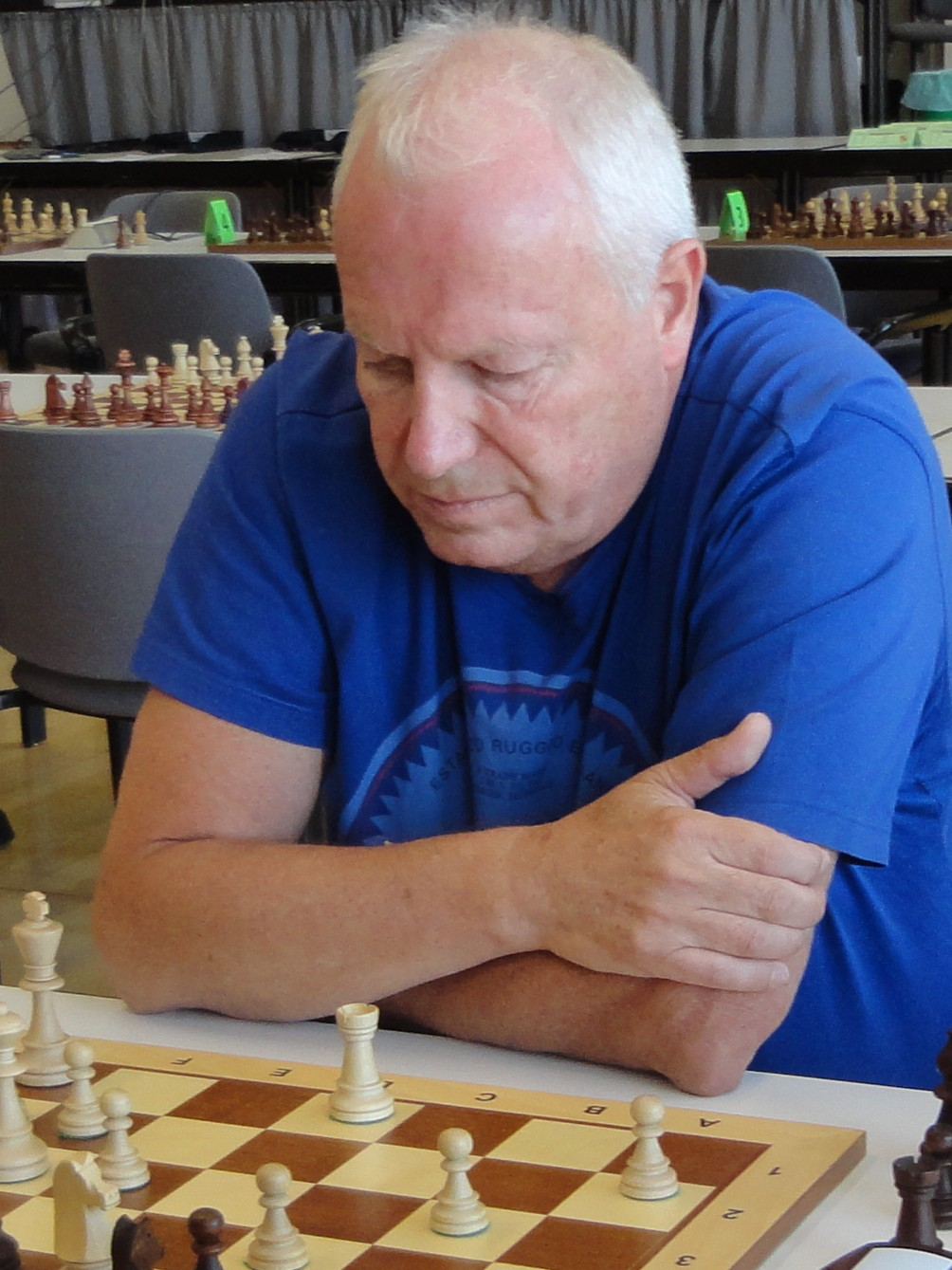
Hans-Joachim Vatter, 2016

Hans-Joachim Vatter (* 2. März 1956 in Karlsruhe) ist ein deutscher Schachspieler. Er war 1993 und 2008 Dähne-Pokal-Sieger.

## Schach
Hans-Joachim Vatter wurde Dritter bei der Deutschen Schnellschach-Meisterschaft 2004 in Höckendorf. Im August 2009 nahm er am 16. Internationalen Open in Nizza teil und erzielte eine IM-Norm. Er spielte bei der Deutschen Meisterschaft 2010 in Bad Liebenzell, die Niclas Huschenbeth gewann. Außerdem nahm er an der Deutschen Meisterschaft 2013 in Saarbrücken teil, die Klaus Bischoff gewann. Im August 2020 gewann Vatter in Magdeburg die deutsche Seniorenmeisterschaft der Altersklasse 50+.

### Mannschaftskämpfe

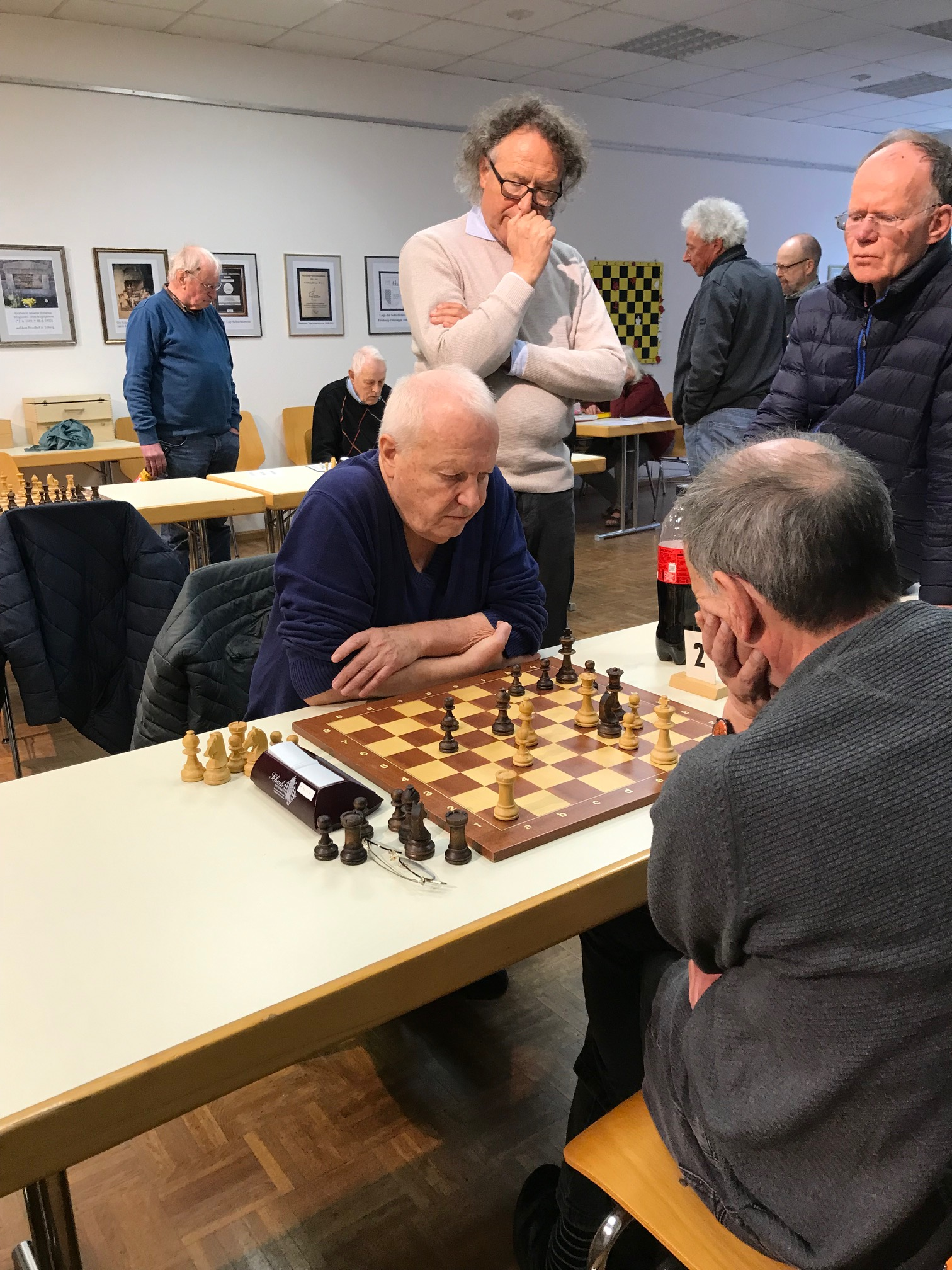
Vatter bei der Mannschaftsmeisterschaft der Senioren Ü65, März 2023 in Freiburg

Hans-Joachim Vatter spielte Mannschaftsschach in der deutschen Schachbundesliga in den Spielsaisons 1980/81, 1981/82, 1982/83, 1984/85, 1985/86, 1987/88, 1993/94, 1994/95, 1995/96, 1997/98 und 1998/99 für den SK Zähringen. In der Saison 1988/89 spielte er für die SG Bochum 31 und in der Saison 2009/10 für den SK Heidelberg-Handschuhsheim.
In Luxemburg spielte er für den Schachklub Turm a Sprénger Matt Schëffleng in den Spielsaisons 2008/09, 2009/10, 2010/11, 2011/12, 2012/13, 2014/15 und 2016/17.

### Sonstiges
Er ist FIDE-Meister und Mitglied in den Vereinen Karlsruher Schachfreunde 1853 und SC Emmendingen 1937. Seine höchste Elo-Zahl war 2387 (Januar 1999).